# Harold Patten
Harold Ambrose Patten (* 6. Oktober 1907 in Husted, El Paso County, Colorado; † 6. September 1969 in Tucson, Arizona) war ein US-amerikanischer Politiker. Zwischen 1949 und 1955 vertrat er den zweiten Wahlbezirk des  Bundesstaats Arizona im US-Repräsentantenhaus.

## Frühe Jahre
Bereits im Jahr 1916 kam Patten nach Tucson. Bis 1930 studierte er an der University of Arizona. In den Jahren 1931 und 1932 war er Sportlehrer an der Tucson Highschool. Zwischen 1933 und 1933 war er Leiter der Abteilung Freizeit und Erholung der Stadt Tucson und der dortigen Schulen. Von 1939 bis 1940 übte er dieses Amt auf Staatsebene als Freizeitbeauftragter der Regierung von Arizona aus. Im August 1940, also noch vor dem Eintritt der USA in den Zweiten Weltkrieg, wurde Patten Mitglied der US-Armee. Im Jahr 1941 wurde er zum Fliegercorps der Armee versetzt. Während des Krieges diente er 31 Monate lang in Nordafrika und in Italien. Am 21. November 1945 wurde er als Major aus dem aktiven Militärdienst entlassen. Er wurde aber Mitglied der Reserve der zwei Jahre später gegründeten US-Luftwaffe. Am 1. November 1960 schied er als Oberstleutnant aus der Reserve aus.

## Politische Laufbahn
Zwischen 1946 und 1948 war Patten Vertreter einer Lebensversicherungsgesellschaft. Politisch wurde er Mitglied der Demokratischen Partei, als deren Kandidat er bei den Kongresswahlen des Jahres 1948 in das US-Repräsentantenhaus gewählt wurde. Dort löste er Richard F. Harless ab. Nachdem er in den folgenden beiden Kongresswahlen jeweils in seinem Amt bestätigt wurde, konnte Harold Patten zwischen dem 3. Januar 1949 und dem 3. Januar 1955 den zweiten Wahlbezirk Arizonas im Kongress vertreten. 1954 lehnte er eine erneute Kandidatur ab.
Im Jahr 1961 bewarb er sich erfolglos um die Nominierung seiner Partei für eine Rückkehr in den Kongress. In dieser Zeit war er wieder auf dem Versicherungssektor tätig. Im Jahr 1965 wurde er Leiter der Bundesarbeitsbehörde in Oregon (Federal Job Corps Center). Harold Patten starb im Jahr 1969. Er stellte seine sterblichen Überreste der medizinischen Fakultät der University of Arizona zu Forschungszwecken zur Verfügung.